# Fredrik Stenman
Fredrik Stenman, né le 2 juin 1983 à Köping en Suède, est un footballeur international  suédois. Il joue au poste d'arrière gauche.

## Biographie
Après quatre saisons au FC Groningue, Fredrik s'engage le 24 mars 2011 avec le FC Bruges pour trois ans.
Stenman participe à la coupe du monde 2006 avec l'équipe de Suède. Il ne compte qu'une sélection en équipe nationale avant la compétition.

## Carrière
- 1999-2001 : Västerås IK -  Suède
- 2002-2003 : IF Elfsborg -  Suède
- 2003-2005 : Djurgårdens IF -  Suède
- 2005-2007 : Bayer Leverkusen -  Allemagne
- 2007-2011 : FC Groningue-  Pays-Bas
- 2011-2013 : FC Bruges -  Belgique

## Palmarès
Djurgårdens IF
- Championnat de Suède
  - Champion (2) : 2003, 2005

- Coupe de Suède
  - Vainqueur (1) : 2004